# フフィア＝カニニア法
フフィア＝カニニア法(Lex Fufia Caninia)とは、古代ローマにおいて紀元前2年に、ローマ皇帝アウグストゥスの要求によって民会が成立させた法律である。
この法律は、アエリウス＝センティウス法とともに、主人が一度に解放できる奴隷の数を制限した法律である。3人の奴隷を所有する場合は2人、4人から10人の場合はその半分、11人から30人の場合は3分の1しか解放できないように定め、この数を超える解放は無効とされた。
制限が設けられたのは、共和政の終わりから帝政の初めにかけて数多くの奴隷が解放された時代で、奴隷制に基づいた社会システムに大きく異議を唱える動きが見られていた。